# John P. Diggins
John Patrick Diggins (San Francisco, 1935 - Manhattan, 28 de enero de 2009) fue un historiador de las ideas estadounidense, profesor en la Universidad de la Ciudad de Nueva York.
Fue autor de obras como Mussolini and Fascism: The View from America (Princeton University Press, 1972), Up from Communism: Conservative Odysseys in American Intellectual History (Harper & Row, 1975), The Bard of Savagery: Thorstein Veblen and Modern Social Theory (Seabury Press, 1978), The Lost Soul of American Politics: Virtue, Self-Interest, and the Foundations of Liberalism (Basic Books, 1984), The Promise of Pragmatism: Modernism and the Crisis of Knowledge and Authority (University of Chicago Press, 1994), Max Weber: Politics and the Spirit of Tragedy (Basic Books, 1996), Ronald Reagan: Fate, Freedom, and Making of History (W. W. Norton, 2006),  Eugene O'Neill's America: Desire Under Democracy (University of Chicago Press, 2007) o Why Niebuhr Now? (2011), entre otras.